# Β-多肽

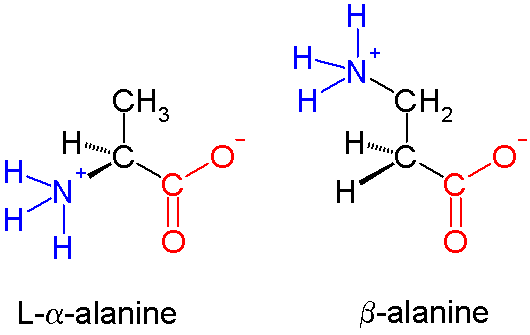
β-丙氨酸，β氨基酸的一个例子。氨基不是连接到α碳而是连接到β碳，在这种情况下是亚甲基。

β-多肽（β-peptide）或 beta-多肽，是由β-氨基酸聚合而成的多肽。母体β-氨基酸是H2NCH2CH2COOH，但大多数的情况下，取代基取代了一个或多个CH键。唯一常见的天然存在的β氨基酸是β-丙氨酸。 自然界中一般不存在β-多肽。基于β肽的抗生素有潜力作为防止产生抗生素耐药性的方法，1996年由迪特·泽巴赫小组和Samuel H. Gellman小组发表相关的早期研究。

## 合成
存在两种类型的β-多肽：胺旁边具有有机残基(R)的称为β3-多肽，而在羰基旁边具有有机残基(R)的称为β2-多肽。
β-氨基酸可以通过多种途径制备，包括通过阿恩特－艾斯特尔特合成方法合成。

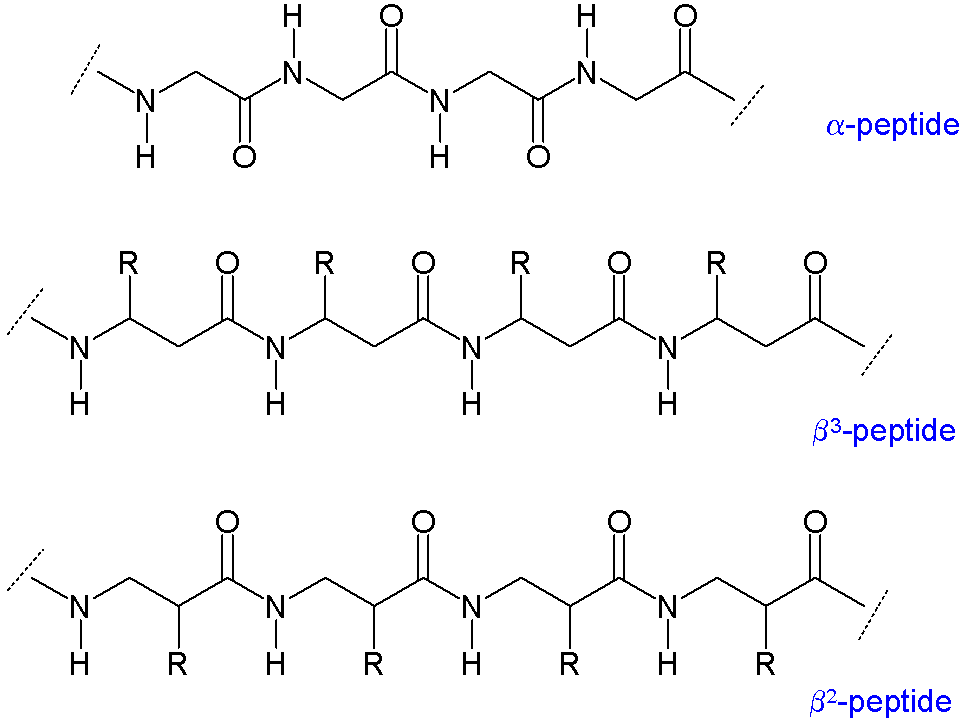
α、β^{3} 和 β^{2}-多肽中侧链的排列

## 二级结构
因为β-多肽比正常肽的骨架长，所以β-多肽会形成不同的二级结构。 β-氨基酸中α和β位的烷基取代基有利于α-碳和β-碳之间的键的左旋构象，同时也会影响结构的热力学稳定性。
由β-多肽组成的许多类型的螺旋结构有许多报道。这些构象可以通过在溶液中形成的氢键环中的原子数进行分类：8-螺旋、10-螺旋、12-螺旋、14-螺旋和10、12-螺旋。一般来说，β-肽比α-肽可以形成更稳定的螺旋。

## 临床应用潜力
β-肽在体外和体内对蛋白酶解稳定，较天然肽有潜在优势。β-多肽可以用于模拟天然多肽所衍生的抗生素，它们非常有效但因会被蛋白水解酶降解而难以用作药物，例如馬蓋寧。

## 列表
存在8种β结构存在：丙氨酸、亮氨酸、赖氨酸、精氨酸、谷氨酸、谷氨酰胺、苯丙氨酸、酪氨酸的形式。天冬氨酸可以认为同时具有β形式和α形式，尽管β形式存在于微囊藻毒素中 。

## 相关
- 拟肽